# Лазарєва Лінда Олексіївна
Лінда Олексіївна Лазарєва (рос. Линда Алексеевна Лазарева; нар. 6 лютого 1985 Ленінград) — російська акторка театру та кіно.

## Життєпис
Лінда Лазарєва народилася 6 лютого 1985 року в Ленінграді (тепер Санкт-Петербург). З дитинства мріяла стати акторкою, грати на сцені театру та зніматися у кіно. Її мрії здійснилися, Лінда поступила у Санкт-Петербурзьку державну академію театрального мистецтва, на курс Юрія Красовського. 
У 2007 році, отримавши диплом про вищу театральній освіті, Лінда почала працювати у Театрі Сатири на Василівському. Лінда є вокалісткою московського гурту «Suita de ora».
У кіно Лінда Лазарєва дебютувала в 2006 році, зігравши у короткометражній стрічці «Кріт».

## Доробок

### Роботи в театрі
Театр Сатири на Васильївському
- «Діти сонця» / Луша
- «Ніч перед Різдвом» / Дівчина
- «Салемські відьми» / Бетті Перріс
- «Левіафан»
- «Татуйована троянда» / Роза, дочка Серафини
- «Сарана» режисер А.Бубень / Алегра
- «Пригоди Фандоріна»
- «Єпіфань»

Дипломна вистава
- «Вишневий сад» режисер Юрій Красовський / Аня

### Фільмографія
- 2017 «Троє в ліфті, не рахуючи собаки» / Анжеліка
- 2017 «П'ять хвилин тиші» / Анка
- 2016 «Така робота» / Катя Мєдвєдєва
- 2014 «Невипадкова зустріч» / дівчина
- 2014 «Інспектор Купер-2» / Настя
- 2013 «Морські дияволи. Смерч» / Таня Кононова
- 2012 «Хвіст» / Аліка
- 2012 «ППС-2» / Катя
- 2012 «Літейний» / Віка
- 2012 «Час Синдбада» / Кірстен
- 2012 «Військова розвідка. Перший удар» / Настя Сарова
- 2010 «Страховики» / Ліза
- 2010 «Морські дияволи-4» / Дюймовочка
- 2010 «Ліговка» / Женька Добровольська
- 2009 «Одержимий» / експерт
- 2009 «Дорожній патруль-3» / медсестра
- 2008 «Вулиці розбитих ліхтарів-9» / Настя
- 2008 «Переділ. Кров з молоком» / Жанна
- 2008 «Мєнтовські війни-4» / Марина
- 2006 «Пітер FM» / епізод
- 2006 «Кріт» (короткометражний)